# Vitor Belfort
Vitor Belfort (Rio de Janeiro, 1977. április 1. –) francia-görög származású brazil ökölvívó, cselgáncsozó és MMA-harcos. 35 MMA-meccséből 24-et nyert meg. Jelenleg a UFC középsúlyú divíziójának 10. helyre rangsorolt harcosa. Korábban megszerezte a UFC 205 fontos divíziójának a bajnoki övét, valamint nyert nehézsúlyú tornát is. Brazil Jiu-Jiutsuban Carlson Gracietől kapott fekete övet mindössze 17 éves korában.

## Családja
Rio de Janeiro városában született, ősei között görögök és franciák is voltak. Felesége a modell Joana Prado, művésznevén Feiticeira.